# Варакін Іван Прокопович
Іва́н Проко́пович Вара́кін (17 грудня 1912, село Раннє Оренбурзького повіту Оренбурзької губернії, тепер Ташлинського району Оренбурзької області, Російська Федерація — 31 травня 1999, село Ташла Ташлинського району Оренбурзької області, Російська Федерація) — радянський діяч, комбайнер Більшовицької МТС Ташлинського району Чкаловської (Оренбурзької) області. Герой Соціалістичної Праці (25.04.1951). Депутат Верховної ради СРСР 2-го скликання.

## Життєпис
Народився в багатодітній родині наймита. Батько загинув під час громадянської війни в Росії.
Закінчив шість класів. Трудову діяльність розпочав з дванадцятирічного віку, наймитував. Один із перших комсомольців села Раннє.
У 1929 році вступив до колгоспу. У 1931 році став трактористом. У 1934 році закінчив курси комбайнерів та почав працювати комбайнером Більшовицької машинно-тракторної станції (МТС) Ташлинського району Оренбурзької (в 1938—1957 роках — Чкаловської) області. 1935 року освоїв комбайн «Сталінець-1». Член ВКП(б).
З січня 1938 року — директор Більшовицької машинно-тракторної станції (МТС) Ташлинського району Чкаловської області.
У 1950 році досягнув рекордного в СРСР показника — намолотив у зціпі двох комбайнів «Сталінець-6» із прибраної ним площі за 25 робочих днів 8983 центнери зернових культур на комбайні.
Указом Президії Верховної Ради СРСР від 25 квітня 1951 року «за досягнення високих показників на збиранні та обмолоті зернових культур 1950 року» Варакіну Івану Прокоповичу присвоєно звання Героя Соціалістичної Праці з врученням ордена Леніна та золотої медалі «Серп і молот». Делегат XIX з'їзду КПРС (1952).
У наступні роки працював заступником директора ремонтно-технічної станції Ташлинського району, інспектором держтехнагляду виробничого управління сільського господарства виконавчого комітету Ташлинської районної ради депутатів трудящих Оренбурзької області.
Потім — на пенсії в селі Ташла Ташлинського району Оренбурзької області.

## Нагороди та відзнаки
- Герой Соціалістичної Праці (25.04.1951)
- три ордени Леніна (13.12.1935, 25.04.1951, 27.03.1952)
- орден Трудового Червоного Прапора (11.01.1957)
- медаль «За трудову доблесть» (19.08.1954)
- «Велика срібна медаль» Всесоюзної сільськогосподарської виставки.
- медалі
- значок «Майстер комбайнового збирання»
- Сталінська премія (1951)